# Maison Bonaparte

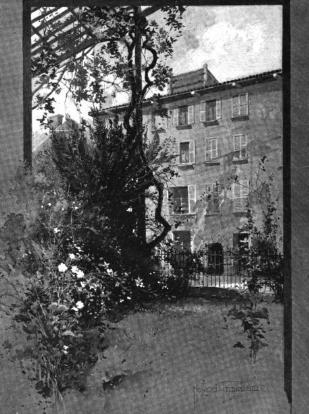
Szkic domu Bonapartów z 1895 roku

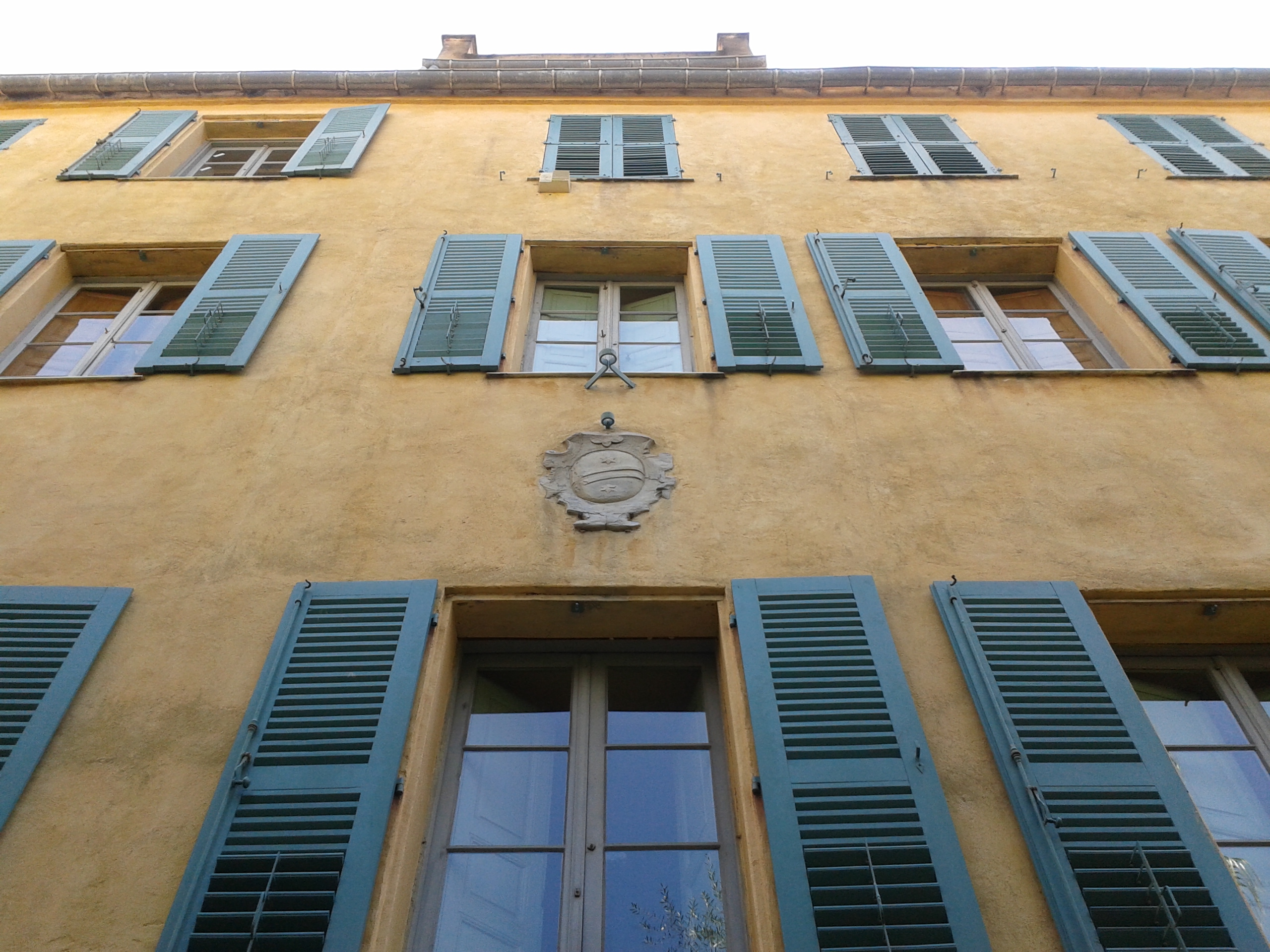
La Maison Bonaparte

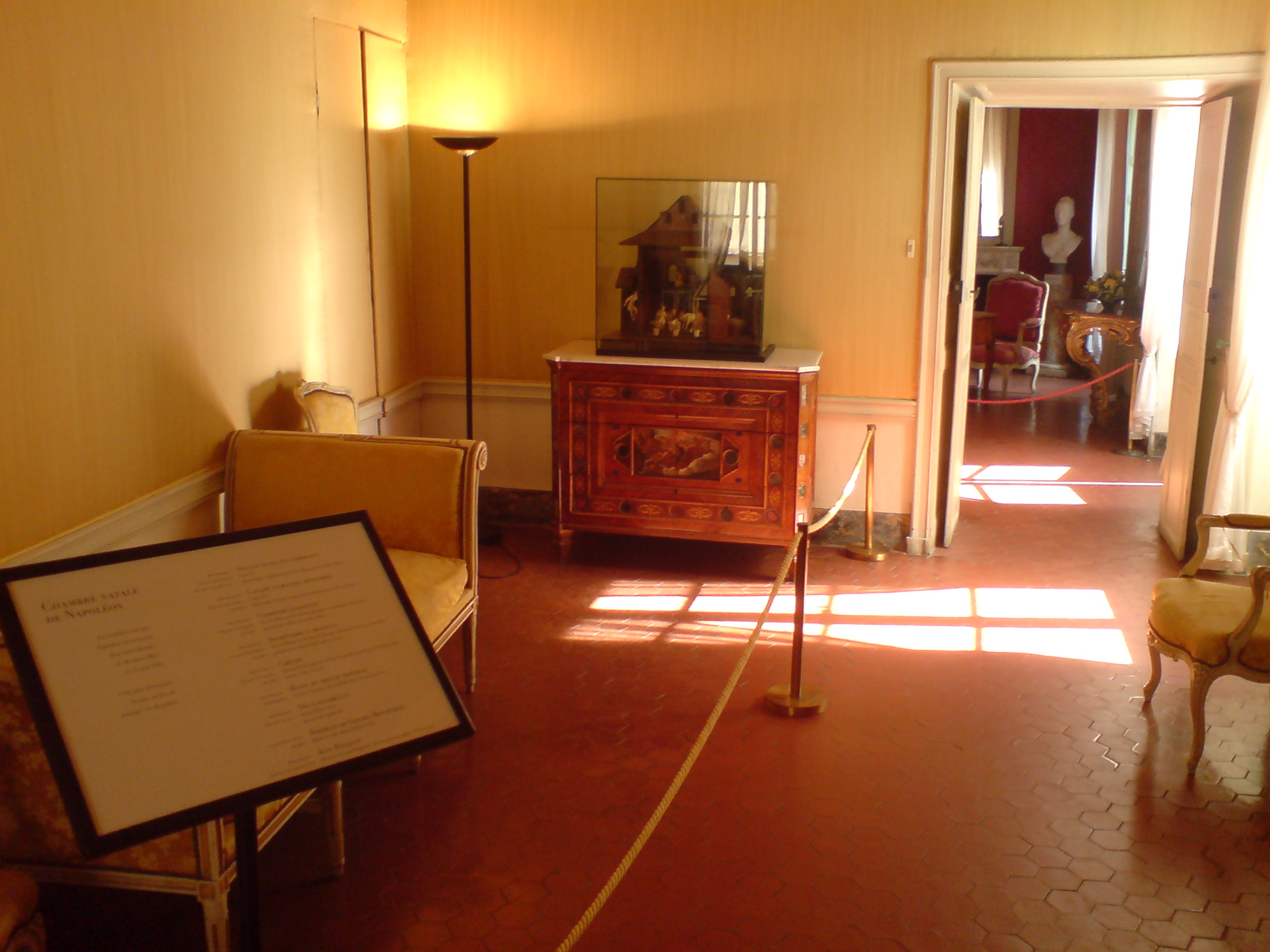
Pokój, w którym według tradycji miał urodzić się Napoleon Bonaparte w 1769 roku

La Maison Bonaparte (kors. Casa Buonaparte) – rodowy dom rodziny Bonaparte. Dom znajduje się przy ulicy Saint-Charles w Ajaccio, stolicy Korsyki. Budynek z krótkimi przerwami był w ciągłym posiadaniu członków rodu w latach 1682–1923.

## Historia
Prapradziadek Napoleona Bonaparte Giuseppe Buonaparte jako pierwszy z rodu zamieszkał w Casa Buonaparte w 1682 roku. Pierwotnie przodek Napoleona Bonaparte był właścicielem części domu, jednakże po tym, jak pojął za żonę Marię Bozzi, do której należała także część domu, wykupił pozostałe części budynku. Dom w dalszych latach był rozbudowany oraz ponownie urządzony przez Carlo Buonaparte po jego ślubie z Marią Letizią Ramolino. Z wyjątkiem Józefa Bonaparte ich wszystkie dzieci urodziły się w Casa Buonaparte.
Osiem lat po śmierci Carla Buonaparte w 1785 roku rodzina weszła w konflikt z przywódcą korsykańskich nacjonalistów Pasquale Paolim, przez co była zmuszona opuścić wyspę i zamieszkać we Francji. Poplecznicy Paolego złupili i spalili część domu. Po przybyciu admirała Samuela Hooda także brytyjscy oficerowie zostali tam zakwaterowani. Zgodnie z legendą Hudson Lowe mieszkał tam krótko, jednakże nie wiadomo, czy ta informacja jest zgodna z prawdą.
Po wycofaniu się wojsk brytyjskich z Korsyki w 1797 roku rodzina Bonaparte na powrót zamieszkała w Casa Buonaparte i rozpoczęła naprawiać oraz przebudowywać dom dzięki funduszom udzielonym przez Dyrektoriat.
Kiedy rodzina Bonaparte znów opuściła Korsykę w 1799 roku, dom znalazł się pod opieką mamki Napoleona, Camilli Ilari. Napoleon później zapisał dom kuzynowi swojej matki, André Ramolino, który w zamian oddał swój własny dom Camilli. W okresie późniejszym najpierw Maria, a następnie Józef objęli dom w posiadanie. W 1852 roku córka Józefa Zénaïde przekazała Casa Buonaparte Napoleonowi III i cesarzowej Eugenii. Eugenia odnowiła i rozbudowała dom z okazji świętowania 100. rocznicy urodzin Napoleona Bonaparte. Później przekazała dom księciu Wiktorowi Napoleonowi, który z kolei przekazał go rządowi francuskiemu. W 1967 roku w Casa Buonaparte zostało utworzone muzeum o statusie muzeum narodowego.